# 萩原菜乃花
萩原 菜乃花（はぎわら なのか、1996年〈平成8年〉3月19日 - ）は、日本のフリーアナウンサー。所属事務所はライムライト。身長157cm、血液型A型。

## 経歴
神奈川県横浜市出身。9歳の頃に父に連れられて練習場へ行ったのがきっかけでゴルフを始め、高校時代と大学時代にはゴルフ部に所属して腕を磨く。アナウンサーを志し、大学在学時の就職活動では在京キー局と在阪準キー局の採用試験を受けて不合格に終わるが、その後いくつかのアナウンサー事務所のオーディションを受け、日本大学法学部法律学科卒業後はライムライト所属のフリーアナウンサーとして活動している。
ゴルフのベストスコアは75。学生時代から複数のゴルフ媒体に登場している。週刊ゴルフダイジェストのガールズユニット「GOLULU（ゴルル）」の一員となり、公式Webサイト内のコンテンツ「GOLULU TV」にも出演している。2017年8月にはアプリ版「みんゴル」のCMにおいて、セーラー服姿でモップをつかったスイングを披露した。
ゴルフ以外の趣味はドライブ、スキー、グルメ観光、玉乗り。

## 出演番組

### テレビ
- マチコミ（テレビ埼玉） - リポーター
- ゴルラボ.TV（BS-TBS） - リポーター
- ゴルフ女子 ヒロインバトル（BS12）
- おはようデイリーニュース（J:COM）
- 埼玉全力アスリート（J:COM） - リポーター
- 魅つけて!川口戸田（J:COM） - リポーター
- ハッピー（佐野ケーブルテレビ） - リポーター
- あすゴル!ゴルフ部（ゴルフネットワーク）
- 平塚競輪中継（SPEEDチャンネル） - MC&アシスタント
- 蛍原徹の真剣ゴルフ部!ホトオープン（BSJapanext）

### Web配信コンテンツ
- ゴルフライフ with TOYOTA（トヨタ自動車）
- JGTO Novil FINAL チャレンジ トーナメント（ABEMA）
- AbemaTVツアーゴルフ（ABEMA）

### CM
- みんなのGOLF スマホでみんゴル篇（ソニー・コンピュータエンタテインメント、2017年8月）